# Zúzógyomor
A zúzógyomor (vagy köznapi nevén zúza) a madarak gyomrának jellegzetes része. Izomzata vastag, erős, belsejét kemény szaruszerű réteg fedi. A táplálékot mechanikailag feldarabolja. Különösen a magevő madarakban fejlett.
A gerinces állatok gyomra többnyire terjedelmes szerv a hasüregben. Szerkezetét és üregrendszerét tekintve lehet egyszerű és összetett.
A madarak emésztőszervrendszerének felépítése és működése jelentősen eltér más gerincesekétől, s e téren nagy különbségek mutatkoznak az egyes táplálkozási típusok között is. Összetettebb a növényevők (magevők), egyszerűbb a ragadozó madarak tápcsatornája.

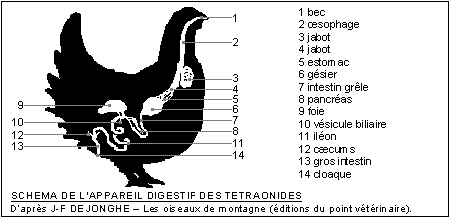
A 3-as szám jelöli
a begyet, a 6-os a zúzát

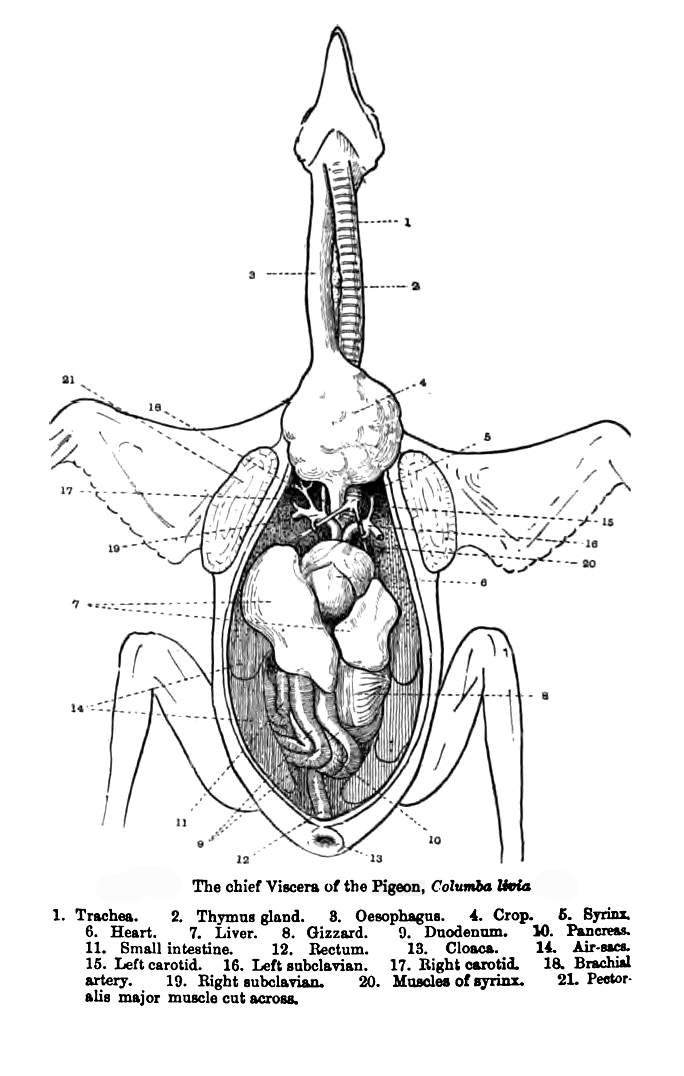
A 4-es szám jelöli
a begyet, a 8-as a zúzát

## Hogyan nyelnek a madarak?
A madarak az eledelt többnyire egészben, nyállal alig keverve nyelik le, ezért a nyelőcsövük szerkezete is ezen táplálkozásmódnak megfelelően alakult. (Egyes halevő fajoknak - pl. kormorán - nincs nyálmirigyük.) Vagyis nyálmirigyeik kicsinyek (vagy ha erősen ki is vannak fejlődve, úgy azok egészen más célra - pl. a fecskénél a fészeképítéskor a sár összetapasztására - szolgál).
A nyelőcsövük kitágult csövet formál, alsó részében gyakran - a lenyelt, különösen magból álló táplálék megpuhítására szolgáló - hatalmas beggyel. A begy a madarak előbelének tipikus része, a mellkas elülső oldalán helyezkedik el. Az egy- vagy kétüregű begy táplálékraktár, de benne már megkezdődhet a táplálék puhítása és előemésztése (sőt a fiókák nevelése során is nagy a jelentősége).
A begy után következik a gyomor.

## A madarak gyomra
A madarak gyomra két részből áll: az egyik a nyelőcsőhöz csatlakozó mirigyes gyomor, ezt követi a zúzógyomor.

### A mirigyes gyomor
A mirigyes gyomorban (proventriculus, pars glandularis) kezdődik az igazi emésztés, ugyanis ennek nyálkahártyája sok sósavat és emésztőenzimeket (pepszin) termelő mirigyet tartalmaz. Ezek segítségével itt a táplálék megpuhul, kissé emésztetté válik.

### A zúzógyomor
Ezután a táplálék a zúzógyomorba (ventriculus, pars muscularis) jut, ahol mechanikusan darabolódik. Mivel a madarak fogatlanok, zúzógyomruk e funkciója igen fontos. A zúzógyomor nagyjából tojás alakú, vastag, izmos falú szerv. A zúzógyomor a magevőkben fejlődött ki erőteljesebben. A tömegük aránylag nagy, kb. a testtömeg 3-4%-a. Belső felülete bonyolult alakot formál: vakzsákok, árkok, öblösödések - ahogyan simaizomrétegei több irányban futnak le. A puha anyagokkal táplálkozó madarak zúzája satnya és vékonyfalú. A rovarevők és ragadozók zúzógyomra már gyengébb izomzatú a magevőkénél, legkevésbé izmos a gyümölcsevőké. Nyálkahártyáját mirigyei által termelt vastag, redőzött keratinbélés fedi, pH-ja savas, ami aktiválja a különböző enzimeket, valamint a kórokozókat elpusztítja.
A zúzógyomor őrlőmozgást végez, munkáját a lenyelt kisebb kavicsok (gasztrolit) is segítik, amelyeket a magevő madarak rendszeresen lenyelnek (mennyiségük pl. tyúkban 4–18 g). A kavicsok a hiányzó fogakat pótolják. Az izmos gyomorban ritkábban fellelhető kis üvegcserepet, fémdarabot, akár csak a kavicsokat, a madarak apránként megőrlik, illetve kiürítik. A keratinréteg többek között ezektől védi a nyálkahártyát. A zúzógyomor mint valami malom működik: az ürege befűződött, kanál alakú. A harántizmok összehúzódásukkor a vakzsákokat ürítik, és a táplálékot a két oldalsó izom felületei közé préselik. Az oldalsó izmok összehúzódásakor a két keratinoidréteg közé szorult táplálék szétmorzsolódik úgy, ahogyan a két tenyerünk közé szorított anyagot szétmorzsoljuk. A zúzógyomor funkciója emellett: megkezdődik a fehérjék emésztése, részt vesz az emészthetetlen részek kiválasztásában, a köpetképzésben (pl. baglyok).
A zúzógyomorból a felaprított gyomortartalom újra visszakerül a mirigyes gyomorba, és az emésztés befejeződhet. A zúzógyomorba visszakerült gyomortartalom ezután a patkóbélbe kerül.

## A zúza és a repülés kapcsolata
A madarak teste az evolúció során általában egyre könnyebbé vált, így vált lehetségessé a repülő életmód. Csontjaik csövessé válása mellett izomzatuk tömege is csökkent, pl. azzal, hogy vállízületük csak a repülést szolgáló mozgásokat teszi lehetővé, így hátizomzatuk aránylag kicsi. A belső szervek súlycsökkenése, a tömegközéppont felé elmozdulása is ezt segíti. Ezt segíti az is, hogy a szárnyak a tömegközéppont felett vannak. Ezért jó, hogy nincs fogakkal, rágóizmokkal teli súlyos állkapcsuk sem, hanem ehelyett zúzógyomruk. A zúza szintén a madár tömegközéppontjának közelében helyezkedik el.

## Nem csak a madaraknak van zúzógyomra
Mirigyes gyomor a proventrikulusz (gastric mill (proventriculus)) is. Ez a mirigyes gyomornak olyan fajtája, amely a rákoknál fordul elő. A gyomor első részén helyezkedik el, csontocskákból és izmokból áll, amelyekkel összeőrli a táplálékrészecskéket. Ezután a táplálékszemcsék a sörtéken átszűrődve kerülnek a gyomor hátsó részébe, a zúzógymorba.
Rovarok emésztőrendszerében is van proventrikulusz (rágó gyomor).

## Lásd még
- A zúzókövekről (gasztrolit)